# Polovi Hrînivți, Hmelnîțkîi
Polovi Hrînivți (în ucraineană Польові Гринівці) este un sat în comuna Stavciînți din raionul Hmelnîțkîi, regiunea Hmelnîțkîi, Ucraina.

## Demografie
Componența lingvistică a localității Polovi Hrînivți
     Ucraineană (99,69%)
     Alte limbi (0,31%)
Conform recensământului din 2001, majoritatea populației localității Polovi Hrînivți era vorbitoare de ucraineană (99,69%), existând în minoritate și vorbitori de alte limbi.